# Castello di Linari
Il castello di Linari si trova in via di Linari a Barberino Val d'Elsa.

## Storia
Il borgo era un antico possedimento dei Cadolingi di Fucecchio e nel 1126 fu donato da Zabollina di Giovanni di Bottaccio, vedova di Ugo dei Cadolingi, al vescovo di Firenze Gottifredo degli Alberti, con la complicità di Matilde di Canossa. Alcune proprietà del borgo furono anche degli Alberti di Mangone e dei Gherardini. Nel 1260, durante la battaglia di Montaperti, il castello venne difeso da Rogiero di Orciolino con 25 uomini. Nel 1292 entrò a far parte della Lega Santa di San Donato in Poggio.
Il XIV secolo vide l'apice della sua prosperità. Nel 1432 fu assalito e brevemente occupato da Bernardino della Ciarda, siglando un declino che era già avviato.

## Descrizione
Si accede al complesso da un portale neogotico con arco a sesto acuto, che risale ai lavori otto-novecenteschi, gli stessi che recintarono il parterre che, nonostante il nome, era un piccolo giardino all'inglese.
Il cassero del castello nel borgo di Linari ospita varie residenze, tra cui spicca la casa "da signore" a pianta rettangolare, costruita in pietra e laterizio. Anticamente era addossata a una torre, poi crollata e ricostruita in mattoni durante un restauro radicale intrapreso dai Rosselli del Turco alla fine dell'Ottocento, dopo averla ereditata dai Medici Capponi.
Il prospetto principale è decorato da alcuni portali a sesto acuto. Differenze nel parato murario permettono di evidenziare le diverse fasi costruttive del castello. L'interno ha stipiti in pietra su ogni apertura, soffitti a cassettoni su mensole e decorazioni geometriche alle pareti. La sala al pian terreno ha un grande stemma Medici-Capponi, che proviene da un'altra residenza gentilizia addossata sul fianco.  Dal piazzale si può accedere alle tinaie e alle cantine scavate direttamente nella roccia del colle.